# 膣円蓋
膣円蓋（ちつえんがい、vaginal fornice）は、子宮の末端を取り巻く膣上端部にある翼状拡張部のこと。

## 概要
膣の上部は子宮頚の膣部が頭を突っ込んでいるような形になっている。
膣の天井部はこれを取り巻くような形になっており、これが膣円蓋である。膣円蓋は膣の後部で深くなっており、ダグラス窩と接する。
性交時 には後腟円蓋に精液が貯留する。

## 臨床的意義
膣円蓋は後側で深くなり、この部分は臨床上重要となる。
内診
外から腹膜で覆われ、腹膜腔へ突き出す形となっている。臨床で内診する場合、この部分に指を挿入する。
ダグラス窩穿刺
膣円蓋後側はダグラス窩と接しているため、注射針を刺すことによりダグラス窩に溜まった膿を吸引できる。これをダグラス穿刺と呼ぶ。

## 発生
発生学的に膣には2つの起源があるが、膣上端部である膣円蓋は中腎傍管起源、膣下部は尿生殖洞起源である。